# Суддя (фільм)
«Суддя́» (англ. The Judge) — американський драматичний фільм режисера Девіда Добкіна. В головних ролях: Роберт Дауні-мол. та Роберт Дюваль; в ролях другого плану: Віра Фарміґа, Вінсент Д'Онофріо, Декс Шепард, Біллі Боб Торнтон, Джеремі Стронг і Лейтон Містер. Прем'єра фільму в США відбулася 10 жовтня 2014 року.

## Сюжет
Успішний адвокат Генк Палмер повертається до рідного міста на похорон своєї матері та довідується, що його батько Джозеф Палмер, місцевий суддя, підозрюється у вбивстві.

## У ролях
| Актор             | Роль                 |
| ----------------- | -------------------- |
| Роберт Дауні-мол. | адвокат Генрі Палмер |
| Роберт Дюваль     | суддя Джозеф Палмер  |
| Віра Фарміґа      | Саманта              |
| Вінсент Д'Онофріо | Глен Палмер          |
| Джеремі Стронг    | Дейл Палмер          |
| Біллі Боб Торнтон | Дуайт Дікхем         |
| Сара Ланкастер    | Ліза Палмер          |
| Девід Крамхолц    | Майк Каттан          |
| Декс Шепард       | Сі Пі Кеннеді        |
| Лейтон Містер     | Карла                |

## Створення

### Пре-продакшн
Сценарій фільму спочатку був написаний Ніком Шенком. В березні 2011 року переписати сценарій був найнятий Девід Сайдлер, а в квітні 2012 — Білл Дюбюк.
В березні 2013 було оголошено, що ролі у фільмі отримали Роберт Дюваль, Вінсент Д'Онофріо, Віра Фарміґа та Декс Шепард. 15 березня 2013 стало відомо, що Біллі Боб Торнтон веде переговори про участь у фільмі. В квітні 2013 Лейтон Містер приєдналася до акторського складу.

### Екранізація
Дія фільму «Суддя» відбувається у вигаданому місті Карлінвіл у штаті Індіана.
Насправді зйомки фільму розпочалися 31 травня 2013 у Шелберн-Фолс. Також у містечках Ателборо, Белмонт, Дедгем, Сандерленд і Волтгем, усі у штаті Массачусетс, а також у штаті Пенсільванія. Деякі сцени фільму знімались у Вустері та Бостоні.
Сцена у антикварній крамниці у фільмі знята у справжній крамниці «It's About Time Clock shop» у місті Міллерс-Фолс, штат Массачусетс.

## Цікаві факти
- На роль Джозефа Палмера розглядались Джек Ніколсон та Томмі Лі Джонс[14][15].
- На головну жіночу роль претендувала Елізабет Бенкс[15].